# 宇陀市立菟田野小学校
宇陀市立菟田野小学校（うだしりつうたのしょうがっこう）は、奈良県宇陀市にある市立小学校。

## 校歌
- 校歌「丘の上」（作詩：箱田なつき 作曲：高石ともや 吹奏楽編曲：櫛田胅之扶）